# Jakub Łomacz
Jakub Łomacz (14 mars 1982 – Ostrolenka) est un joueur de volley-ball polonais qui évolue au poste de réceptionneur-attaquant et mesure 1,87 m. En 2002, il signe dans le club de Płomień SA Sosnowiec avec lequel il remporte deux fois la coupe de Pologne en 2003 et 2004. Il y reste jusqu'en 2008. Il rejoint ensuite Martigues, relégué en Nationale 1. Il participe à la remontée du club en ligue B et remporte le championnat.
C'est un joueur relativement complet comme l'attestent les classements individuels de la saison 2009-2010 : 2e meilleur réceptionneur, 12e défenseur, 14e serveur, 16e marqueur de points du championnat et 18e attaquant.

## Palmarès
- Vainqueur de la Coupe de Pologne : 2003, 2004.
- Vainqueur du Nationale 1 : 2009.